# 帕佛陀大摩尼寶玉佛
帕佛陀大摩尼寶玉佛，簡稱玉佛，是供奉在泰國曼谷大皇宮內的玉佛寺的玉製佛像。玉佛也被認為是泰國的守護神。
玉佛是一尊瑜伽姿勢的冥想中的佛陀雕像，使用綠色的玉石或翡翠製成，外部覆以黃金，高度約有66釐米。
玉佛於1434年於蘭納王國清萊的玉佛寺發現。1546年，蘭納國王Chiraprapha病卒無子，瀾滄王子賽塔提拉以外孫的身份繼承蘭納的王位。後來賽塔提拉同時繼承了瀾滄的王位，於1552年下令將玉佛運往龍坡邦供奉。1564年，又運往永珍，建立玉佛寺進行供奉。
1779年，暹羅（泰國）將軍昭披耶扎克里（後來的拉瑪一世）進攻寮國，將玉佛帶到吞武里的黎明寺供奉。拉瑪一世建立扎克里王朝後遷都曼谷，在曼谷興建玉佛寺，於1784年將玉佛供奉於此至今。
玉佛被裝飾以三套不同季節的服裝。一套夏季（暑季）、一套雨季，由拉瑪一世時期製作；第三套冬季（寒季），由拉瑪三世時期製作。玉佛的服裝在季節變換的特定時間由泰國國王更換，或由泰王委派其他王室成員進行更換。